# Maniola telmessia
Maniola telmessia is een vlinder uit de onderfamilie Satyrinae en de familie Nymphalidae.
De soort komt voor op enkele Griekse eilanden in de Egeïsche zee en via Klein Azië tot in het zuidwesten van Iran. De habitat is open bos en struweel. De soort vliegt tot hoogtes van 1300 meter boven zeeniveau.
Er vliegt jaarlijks één generatie van april tot in oktober. In de hete zomer gaat de vlinder in diapauze. De paring vindt plaats voor deze diapauze, maar pas na de diapauze worden eitjes afgezet. De waardplanten zijn grassen. 